# Maschener Kreuz
Das Maschener Kreuz ist ein Autobahnkreuz in Niedersachsen in der Metropolregion Hamburg. Es besteht aus zwei Teilen, die jeweils die Bundesautobahn 39 (Hamburg — Braunschweig — Salzgitter) mit einer anderen Autobahn verbinden:
- der Westteil mit der Bundesautobahn 7 (Flensburg — Hannover — Kassel — Füssen; E 45).
- der Ostteil mit der Bundesautobahn 1 (Heiligenhafen — Hamburg — Dortmund — Köln — Saarbrücken; E 22).

## Geografie
Das Autobahnkreuz liegt auf dem Gebiet der Gemeinde Seevetal im Landkreis Harburg. Nächstgelegene Ortsteile sind Hittfeld, Emmelndorf, Fleestedt, Glüsingen, Maschen und Horst. Es befindet sich etwa 20 km südlich der Hamburger Innenstadt, etwa 115 km nördlich von Hannover und etwa 30 km nordwestlich von Lüneburg.
Durch das Kreuz, zwischen West- und Ostteil, fließt die Seeve.
Wenige Kilometer östlich des Kreuzes befindet sich mit dem Rangierbahnhof Maschen der größte Rangierbahnhof Europas.
Das Maschener Kreuz trägt
- auf der A 1 die Anschlussstellennummer 39
- auf der A 7 die Nummer 36
- auf der A 39 die Nummer 1.

## Bauform und Ausbauzustand
Der Westteil ist als Gabelung angelegt, bei der nur die Verbindungen von der A 7-Nord zur A 39 und umgekehrt vorhanden sind. Der Ostteil ist als ein modifiziertes Kleeblatt angelegt, bei dem das Ohr im südöstlichen Quadranten aufgrund von vorhandener Bebauung verengt werden musste.
In südlicher Richtung münden beide Teile in das Horster Dreieck, das die Bundesautobahn 1 mit der Bundesautobahn 7 verbindet. Das Maschener Kreuz und das benachbarte Horster Dreieck bilden zusammenhängend den Knotenpunkt zwischen den Autobahnen 1, 7 und 39, da es Verbindungen gibt, die innerhalb des Maschener Kreuzes nicht direkt gefahren werden können, sondern nur mit Hilfe des Horster Dreiecks möglich sind: z. B. die Verbindungen zwischen der A 1 (aus beiden Richtungen) und der A 7-Süd Richtung Hannover. Auch müssen für die Relation A 7-Süd Hannover - A 39 Lüneburg sowohl das Maschener Kreuz als auch das Horster Dreieck durchfahren werden, wobei die kurze Verbindung zwischen den beiden Kreuzen über die A 1 führt.
Die A 7 in Richtung Süden und die A 1 sind sechsstreifig ausgebaut, die A 7 in Richtung Norden sowie die A 39, die als Verbindung zwischen West- und Ostteil fungiert, vierstreifig. Die Verbindungsrampen sind im Westteil zweispurig ausgeführt, im Ostteil einspurig.

## Verkehrsaufkommen
Das Kreuz wird täglich von rund 165.000 Fahrzeugen befahren.
| Von                      | Nach                   | Durchschnittliche tägliche Verkehrsstärke | Durchschnittliche tägliche Verkehrsstärke | Durchschnittliche tägliche Verkehrsstärke | Anteil Schwerlastverkehr | Anteil Schwerlastverkehr | Anteil Schwerlastverkehr |
| Von                      | Nach                   | 2005                                      | 2010                                      | 2015                                      | 2005                     | 2010                     | 2015                     |
| ------------------------ | ---------------------- | ----------------------------------------- | ----------------------------------------- | ----------------------------------------- | ------------------------ | ------------------------ | ------------------------ |
| AS Hamburg-Harburg (A 1) | Maschener Kreuz (Ost)  | 94.400                                    | 99.100                                    | 103.500                                   | 14,9 %                   | 14,0 %                   | 13,6 %                   |
| Maschener Kreuz (Ost)    | Horster Dreieck (A 1)  | 73.000                                    | 90.700                                    | 091.100                                   | -                        | 15,5 %                   | 13,8 %                   |
| AS Fleestedt (A 7)       | Maschener Kreuz (West) | 53.200                                    | 45.100                                    | 058.500                                   | 14,9 %                   | 15,3 %                   | 13,9 %                   |
| Maschener Kreuz (West)   | Horster Dreieck (A 7)  | 31.200                                    | 28.500                                    | 032.800                                   | 16,1 %                   | 16,0 %                   | 15,5 %                   |
| Maschener Kreuz (West)   | Maschener Kreuz (Ost)  | 29.000                                    | 19.300                                    | 027.200                                   | -                        | 12,0 %                   | 10,9 %                   |
| Maschener Kreuz (Ost)    | AS Maschen (A 39)      | 30.000                                    | 45.400                                    | 044.300                                   | -                        | 10,6 %                   | 10,5 %                   |